# Флаг сельского поселения Раменское (Шаховской район)
Флаг сельского поселения Ра́менское — официальный символ сельского поселения Раменское Шаховского муниципального района Московской области Российской Федерации.
Флаг утверждён 13 июля 2007 года и внесён в Государственный геральдический регистр Российской Федерации под номером 3717.
Флаг сельского поселения Раменское составлен на основании герба сельского поселения Раменское по правилам и соответствующим традициям вексиллологии и отражает исторические, культурные, социально-экономические, национальные и иные местные традиции.

## Описание
«Прямоугольное синее полотнище с отношением ширины к длине 2:3, несущее вдоль нижнего края белое трёхгорье с чёрными значками (геральдические горностаевые хвосты) и над ней посередине — четыре белых звезды особого вида из герба сельского поселения, а по краям трёхгорья — жёлтые изображения двух елей».

## Обоснование символики
Впервые село Раменье упоминается в духовном завещании Волоцкого князя Фёдора Борисовича, составленном в 1504 году. Более пятисот лет Раменские земли находятся в центре многочисленных исторических событий. Благоустроению Раменской земли способствовали многие владельцы: Василий Андреевич Колычев, сподвижник государя Алексея Михайловича; князья Лобаново-Ростовские, Шаховские-Глебовы-Стрешневы. Большой вклад последних в строительство железной дороги отражён названием станции и современного района.
Трёхгорье из горностаевого меха аллегорически символизирует княжеское происхождение рода Шаховских, потомков ярославских Рюриковичей и перекликается с флагом района, символизируя тем самым единство и неразрывность истории Шаховского района и Раменья. Трёхгорье также указывает на природные особенности поселения. Здесь расположена деревня Княжьи Горы известная с XVIII века. В настоящее время в этом месте расположен один из горнолыжных комплексов Московской области.
Ели образно отражают название сельского поселения, делая композицию флага гласной: слово «Раменье» означает густой лес и лес, примыкающий к полям.
Звёзды — символ стремления вперёд, путеводности, постоянства и счастья на флаге поселения символизируют четыре сельских округа: Раменский, Белоколпский, Ивашковский и Судисловский, с объединением которых связано становление и развитие муниципального образования. Звёзды также аллегорически отражают памятники архитектуры, расположенные на территории сёл, вошедших в состав поселения.
Синий цвет символизирует чистоту неба, возвышенные устремления и честь.
Белый цвет (серебро) — символ совершенства, мира и взаимопонимания.
Жёлтый цвет (золото) — символ урожая, богатства, стабильности, уважения и интеллекта.
Горностаевый мех — символ благородного происхождения, чести и достоинства.